# Lynette

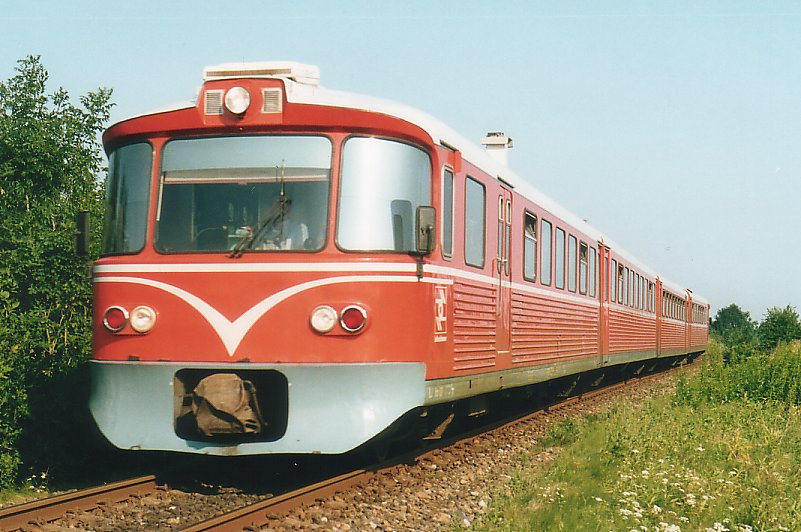
Een Lynette treinstel van de Lollandsbanen, in de nog oorspronkelijke kleurstelling, nabij Krungerup tussen Nykøbing F en Nakskov.

Lynette of Y-tog is een treintype met dieselhydraulische aandrijving, gebouwd tussen 1965 en 1988 door Waggonfabrik Uerdingen (later Duewag) en deels ook door Scandia, voor Deense lokaalspoorwegen.

## Geschiedenis

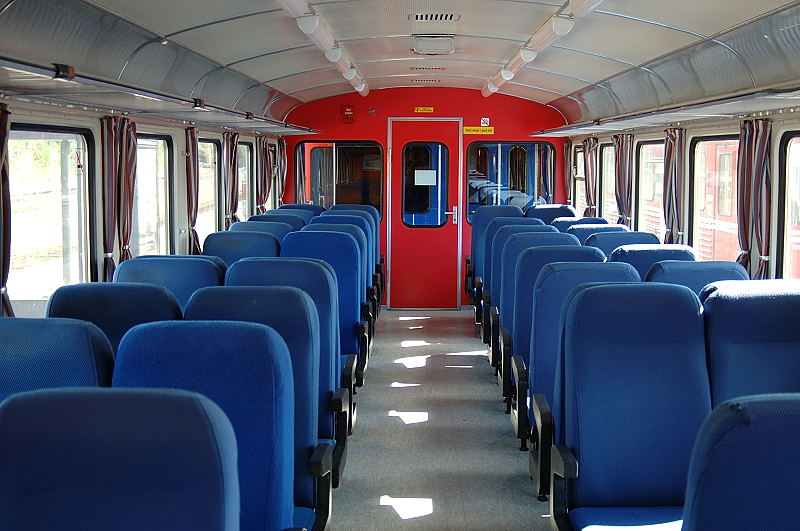
Interieur van Vestsjællands Lokalbaner stuurstandrijtuig Ys259 (voormalig van Skagensbanen).

Omstreeks 1960 waren de Deense private spoorwegondernemingen toe aan nieuw materieel voor de lokale spoorlijnen. Om de kosten van de aanschaf van nieuw materieel te drukken werd een samenwerkingsverband tussen de diverse private spoorwegondernemingen opgezet om te komen tot een gezamenlijke order. Na diverse studies naar nieuw materieel van verschillende rollendmaterieelfabrikanten kwam uiteindelijk de Waggonfabrik Uerdingen in Duitsland als beste uit de bus.
Tussen 1965 en 1988 werden - verdeeld over 8 deelseries - in totaal 76 motorrijtuigen, 23 tussenrijtuigen en 61 stuurstandrijtuigen gebouwd en geleverd aan 14 Deense spoorwegondernemingen. Van deze 160 rijtuigen zijn 9 motorrijtuigen en 5 stuurstandrijtuigen als losse eenheden gebouwd met een kop aan weerszijden. De overige rijtuigen werden geformeerd tot treinstellen van twee tot zes rijtuigen. De meest voorkomende combinaties bestonden uit een motorrijtuig en een stuurstandrijtuig, al dan niet met een tussenrijtuig. Ook de combinatie van twee motorrijtuigen met een tot vier tussenrijtuigen kwam voor.
In later jaren zijn meerdere van de losse rijtuigen omgebouwd, waarbij een van de koppen werd vervangen door een kopwand met deuren, zodat in treinstellen kan worden doorgelopen van het ene rijtuig in het andere. De eerste 6 deelseries werden in het geheel gebouwd door Waggonfabrik Uerdingen bij Krefeld. Vanaf de 7e deelserie, geleverd in 1983, werden de rijtuigen in ruwbouw gebouwd door Düwag in Duitsland, en afgebouwd door Scandia in Randers in Denemarken.
Door het voor die tijd moderne uiterlijk en interieur en de vergelijking met de nieuwe Lyntog ("flits"- of "bliksem"trein) van de DSB kreeg dit lokaalspoormaterieel de bijnaam Lynette (een meisjesnaam, maar ook ongeveer te vertalen als "kleine bliksem").
De officiële benaming van de Lynette is Y-tog (Y-trein), waarbij de codeletter Y verwijst naar de particuliere status van de betrokken spoorbedrijven. De motorrijtuigen kregen de typeaanduiding Ym, de tussenrijtuigen Yp en de stuurstandrijtuigen Ys. In 1984 werden ook motorrijtuigen en tussenrijtuigen geleverd aan de DSB, maar omdat die niet tot een particulier bedrijf behoren kregen zij niet de typeaanduidingen Ym en Yp, maar ML en FL.

## Constructie
De Lynette-rijtuigen zijn vierassig. De motorrijtuigen hebben de asindeling (1A)'(A1)' en twee zescilinder Büssing-dieselmotoren met een vermogen van elk 132 kW bij 2000 omwentelingen per minuut. Elke motor drijft één as van een draaistel aan. De dieselhydraulische overbrenging is geproduceerd door Voith. De maximumsnelheid is 80 kilometer per uur. De lengte van één rijtuig is 17.5 à 18 meter, afhankelijk van de aanwezigheid van een stuurstand en het type koppeling. Het aantal zitplaatsen per rijtuig (alleen tweede klas) varieert van 36 tot 40.

## Levering
Het Lynette-materieel is geleverd aan de volgende Deense spoorwegondernemingen:
| Spoorwegonderneming                                                                   | Motorrijtuigen | Tussenrijtuigen | Stuurstandrijtuigen          | Geleverd in | Opmerkingen |
| ------------------------------------------------------------------------------------- | -------------- | --------------- | ---------------------------- | ----------- | --- |
| Danske Statsbaner (DSB)                                                               | ML4901-ML4907  | FL7901-FL7905   | geen                         | 1984        | Sinds 2007 ter zijde gesteld. * sinds 2010 werden ML4903, ML4904 en FL7905 geregistreerd als museumtreinstel. De andere rijtuigen werden in het najaar van 2010 te Hillerød gesloopt. |
| Gribskovbanens Driftsselskab (GDS) / Hillerød-Frederiksværk-Hundested Jernbane (HFHJ) | Ym1-Ym15       | Yp21-Yp29       | Ys41-Ys52, Ys42II            | 1965-1984   | |
| Helsingør-Hornbæk-Gilleleje Banen (HHGB)                                              | Ym51-Ym56      | -               | Ys91-Ys95                    | 1970-1984   | Ym53 met twee koppen |
| Hjørring Privatbaner (HP)                                                             | Ym32-Ym35      | Yp55            | Ys66-Ys69                    | 1968-1983   | |
| Vemb-Lemvig-Thyborøn Jernbane (VLTJ)                                                  | Ym12-Ym14      | -               | Ys12-Ys14                    | 1983        | |
| Lollandsbanen (LJ)                                                                    | Ym60-Ym66      | Yp70-Yp72       | Ys80-Ys85                    | 1965-1983   | |
| Lyngby-Nærum Jernbane (LNJ)                                                           | Ym17-Ym20      | -               | Ys25-Ys26                    | 1968-1973   | Alle rijtuigen met twee koppen |
| Hads-Ning Herreders Jernbane (HHJ)                                                    | Ym31-Ym36      | -               | Ys41-Ys47                    | 1968-1984   | Ym31-Ym32 met twee koppen, later omgebouwd Ys41-Ys43 met twee koppen, Ys43 en Ys42 later omgebouwd tot Yp51 en Yp52, Ys41 omgebouwd tot Ys43II                                        |
| Odsherreds Jernbane (OHJ) / Høng-Tølløse Jernbane (HTJ)                               | Ym51-Ym58      | Yp151           | Ys251-Ys258                  | 1975-1984   | |
| Skagensbanen (SB)                                                                     | Ym1-Ym6        | Yp1-Yp4         | Ys1-Ys2                      | 1968-1988   | |
| Varde-Nørre Nebel Jernbane (VNJ)                                                      | Ym71-Ym72      | -               | Ys81-Ys82                    | 1983        | |
| Østsjællandske Jernbaneselskab (ØSJS)                                                 | Ym1-Ym8        | -               | Ys11-Ys13, Ys16-Ys18, Ys11II | 1974-1984   | Ym1-Ym2 met twee koppen, later omgebouwd |

## Kleurstellingen

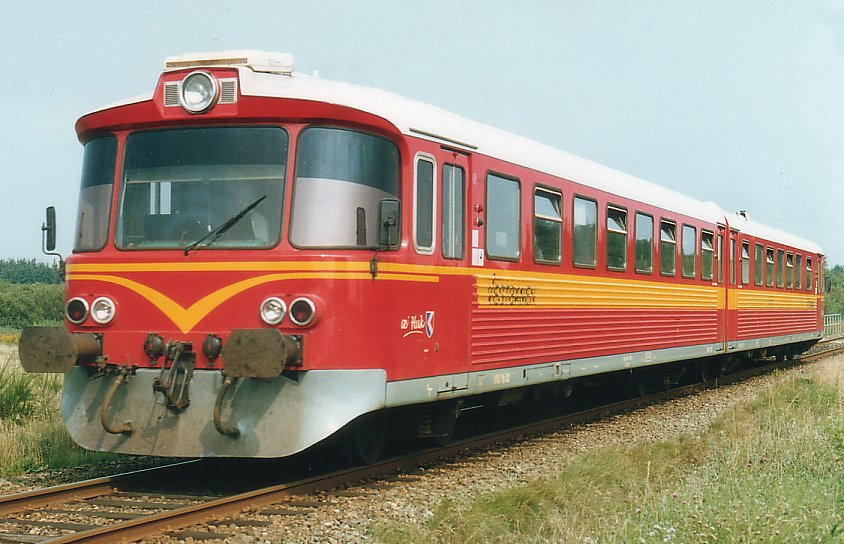
Een Lynette-treinstel met buffers en schroefkoppeling van de VNJ nabij Jegum tussen Nørre Nebel en Varde.

Aanvankelijk werden de meeste rijtuigen afgeleverd in een oranje kleurstelling met witte biezen met een V-vorm op de koppen onder de cabineramen. De rijtuigen voor de LNJ daarentegen waren rood van kleur met zilverkleurige biezen, maar nog wel met de V-vorm op de koppen. De rijtuigen voor de ØSJS werden in het oranje met een brede gele band, afgezet met witte biezen, afgeleverd. De OHJ en HTJ lieten hun rijtuigen in het rood met witte biezen en V-vorm op de koppen afleveren.
De rijtuigen voor de VLTJ werden oranje met geel, gebaseerd op de kleurstelling van de Zweedse motorrijtuigen die de VLTJ tweedehands heeft aangeschaft. VNJ liet de vier rijtuigen rood met een gele bies schilderen. Het materieel voor de DSB ten slotte werd rood, zonder enige sierstrepen en met de letters DSB op de koppen en zijwanden.
De eerste wijzigingen waren het vervangen van de V-vorm op de koppen door het eigen logo door de OHJ/HTJ, GDS/HFHJ en HHGB. In de jaren 90 gaven enkele ondernemingen het materieel een geheel eigen kleurstelling. SB verving het standaard oranje door een frisse wit met blauwe kleurstelling met rode biezen. VLTJ ging over op een kleurstelling bestaande uit wit met rood en oranje. ØSJS veranderde de kleurstelling door een nieuwe kleurstelling met wit en oranje en een brede gele band en oranje deuren. HHJ maakte de onderkant van de passagiersdeuren geel. Bij de overige ondernemingen behield het materieel de oorspronkelijke kleurstelling.

## Verschillen en verbouwingen

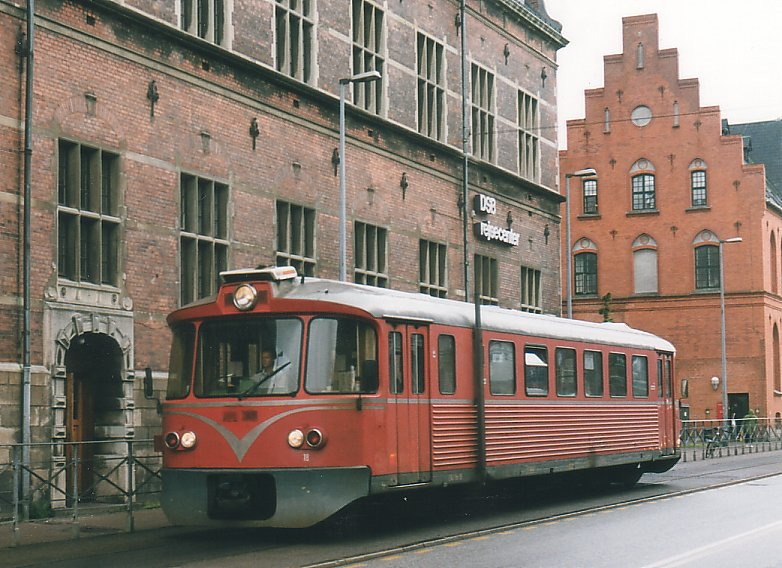
Enkelvoudig motorrijtuig Ym 18 in dienst bij de HHGB op het straatspoor te Helsingør, met de dubbele deuren en buitenom geleide uitlaat die kenmerkend zijn voor de eerste eigenaar LNJ.

Hoewel door de samenwerking tussen de private spoorwegondernemingen gezamenlijke orders werden geplaatst, konden de individuele ondernemingen toch hun eigen wensen kwijt. Op bepaalde lijnen vond ook goederenverkeer plaats, waarbij regelmatig een expresgoederenwagen achter een reizigerstrein gekoppeld werd. De Lynettetreinen voor deze ondernemingen werden voorzien van normale schroefkoppelingen en buffers. Ondernemingen waar dit niet speelde, kozen voor het gemak van automatische koppelingen van het merk BSI. Alle Lynette-motorrijtuigen kunnen in principe met elkaar in treinschakeling rijden, maar uiteraard alleen wanneer de koppelingen identiek zijn. Ook qua indeling van het materieel waren verschillen te onderkennen. LNJ koos bijvoorbeeld voor brede deuren voor sneller in en uitstappen op de vele haltes aan de korte lijn. Andere verschillen waren bijvoorbeeld wel of geen toilet en een grote, kleine of geen bagageruimte.
Naderhand ontstonden door verbouwingen meer verschillen. Bij diverse ondernemingen werd het toilet verwijderd en vervangen door extra zitplaatsen. Ook in de bagageruimte werden extra zitplaatsen aangebracht. Voor een beter werkcomfort voor de machinist werden de cabines voorzien van airconditioning, waarbij een deel van de apparatuur in een kast boven het frontsein op het dak werd geplaatst.
De grootste verbouwingen betroffen het ombouwen van de enkelvoudige rijtuigen met twee koppen tot rijtuigen met een kop en een kopwand met doorloop. Door een stijgend aantal reizigers was er meer behoefte aan meervoudige treinstellen dan aan enkelvoudige rijtuigen. Door de doorloop tussen de rijtuigen kon de conducteur dan ook door de gehele trein lopen. De HHJ en ØSJS lieten al hun enkelvoudige rijtuigen ombouwen.
Aanvankelijk bevond de uitlaat van de dieselmotor zich onder de rijtuigbak. Met de veelal lage perrons op de lokale spoorlijnen, had dit tot nadelig gevolg dat de uitlaatgassen over het perron werden geblazen. Vanaf de vijfde deelserie werd de uitlaat via een rookkanaal naar het dak geleid. Diverse motorrijtuigen uit eerdere deelseries werden later bij een revisie eveneens van een rookkanaal naar het dak voorzien. Bij de LNJ werd de uitlaat echter via een pijp langs de buitenwand naar boven geleid.

## Afname van de inzet

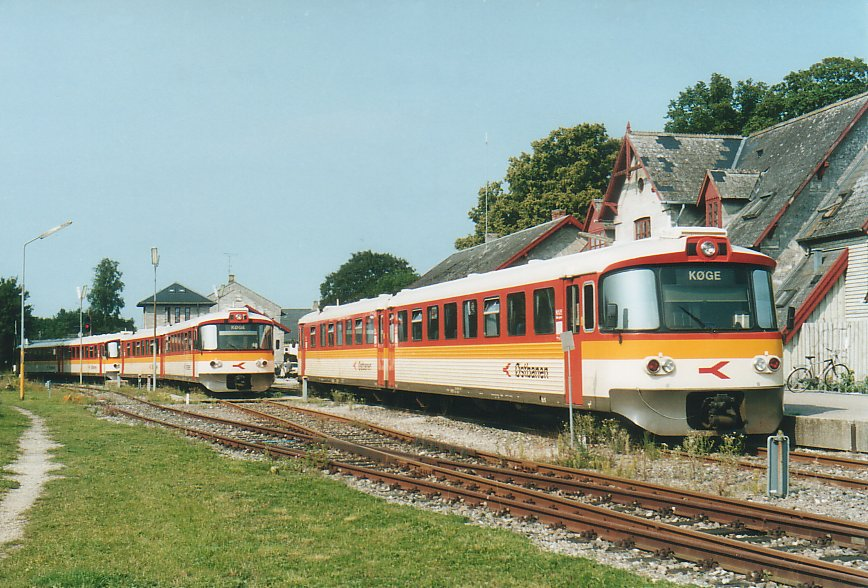
Een drietal ØSJS Lynette-treinen in de nieuwe kleurstelling van de ØSJS te Rødvig.

In de jaren 90 bereikten de oudste rijtuigen een leeftijd van 30 jaar, waardoor er werd gekeken naar een mogelijke vervanging door nieuw materieel. Adtranz in Randers (voorheen ABB Scandia, daarvoor Scandia) ontwierp op basis van het intercitymaterieel IC3 voor de DSB, een lokale variant IC2. Een drietal ondernemingen schafte in 1997 in totaal 13 van deze dieseltreinstellen aan. Dit materieel bleek echter duur in gebruik te zijn, waardoor andere spoorwegondernemingen hiervan af zagen. De LNJ verving in 1999 alle Lynette-rijtuigen door nieuwe RegioSprinter motorrijtuigen van Duewag. Deze vierassige dubbelgelede motorrijtuigen bleken prima te voldoen op dit korte lijntje van de LNJ. Voor andere lijnen met grotere reizigersaantallen had dit materieel een te geringe capaciteit.
In het begin van de 21e eeuw werd bekeken of de Desiro van Siemens of de LINT van Linke-Hofmann-Busch geschikte kandidaten waren voor de vervanging van het oude Lynette-materieel. De HHGB huurde enkele Desiro's om te beproeven. Zowel de Desiro als de LINT werden door diverse spoorwegondernemingen aangeschaft. Het overbodig geraakte Lynette-materieel werd veelal verkocht aan andere spoorwegondernemingen, die door latere leveringen en daardoor dus nog jongere Lynette-rijtuigen nog niet toe waren aan nieuw materieel, maar door gestegen reizigersaantallen wel extra materieel konden gebruiken.
Op 30 juni 2012 reed bij de Varde-Nørre Nebel Jernbane (VNJ) tussen Varde en Nobel de laatste Lynette treinstel. Deze werd vervangen door treinstellen van het type LINT.
In 2025 wordt het Lynette-materieel in Denemarken als volgt gebruikt:
| Spoorwegonderneming                                                                   | Gefuseerd in                                   | Status Lynette materieel     | Opmerkingen                                      |
| ------------------------------------------------------------------------------------- | ---------------------------------------------- | ---------------------------- | ------------------------------------------------ |
| Danske Statsbaner (DSB)                                                               | Hovedstadens Lokalbaner (HL)                   | Vervangen door Lint          |                                                  |
| Gribskovbanens Driftsselskab (GSD) / Hillerød-Frederiksværk-Hundested Jernbane (HFHJ) | Hovedstadens Lokalbaner (HL)                   | Vervangen door Lint          |                                                  |
| Helsingør-Hornbæk-Gilleleje Banen (HHGB)                                              | Hovedstadens Lokalbaner (HL)                   | Vervangen door Lint          |                                                  |
| Hjørring Privatbaner (HP)                                                             | Nordjyske Jernbaner (NJ)                       | Vervangen door Desiro        |                                                  |
| Vemb-Lemvig-Thyborøn Jernbane (VLTJ)                                                  | Midtjyske Jernbaner (MjbaD)                    | In gebruik                   | Betref alleen de lijn tussen Lemvig en Thyborøn. |
| Lollandsbanen (LJ)                                                                    | Regionstog (RT)                                | Vervangen door IC2           |                                                  |
| Lyngby-Nærum Jernbane (LNJ)                                                           | Hovedstadens Lokalbaner (HL)                   | Vervangen door RegioSprinter |                                                  |
| Hads-Ning Herreders Jernbane (HHJ)                                                    | Midtjyske Jernbaner (MjbaD)                    | Vervangen door Desiro        |                                                  |
| Odsherreds Jernbane (OHJ) / Høng-Tølløse Jernbane (HTJ)                               | Vestsjællands Lokalbaner (VL), Regionstog (RT) | Vervangen door IC2 en Lint   |                                                  |
| Skagensbanen (SB)                                                                     | Nordjyske Jernbaner (NJ)                       | Vervangen door Desiro        |                                                  |
| Varde-Nørre Nebel Jernbane (VNJ)                                                      | -                                              | Vervangen door Lint          |                                                  |
| Østsjællandske Jernbaneselskab (ØSJS)                                                 | Hovedstadens Lokalbaner (HL), Regionstog (RT)  | Vervangen door Lint          |                                                  |

De jongste rijtuigen, gebouwd in 1983-1988, kunnen nog enkele jaren mee. Daarnaast vinden oudere rijtuigen vaak nog emplooi in het buitenland. Een aantal is naar Polen overgebracht.

## Foto's

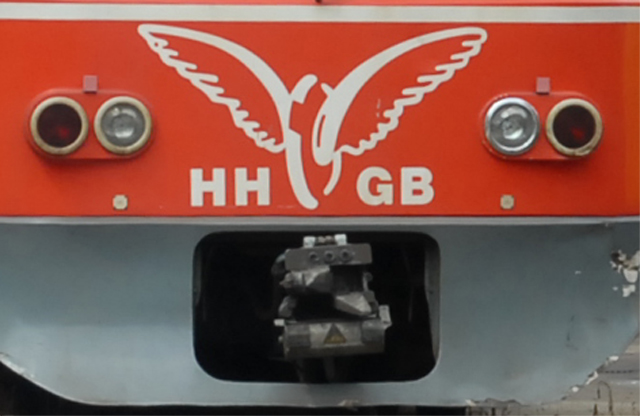
BSI-koppeling van HHGB op treinen van het type Lynette